# Pearl Street (Manhattan)

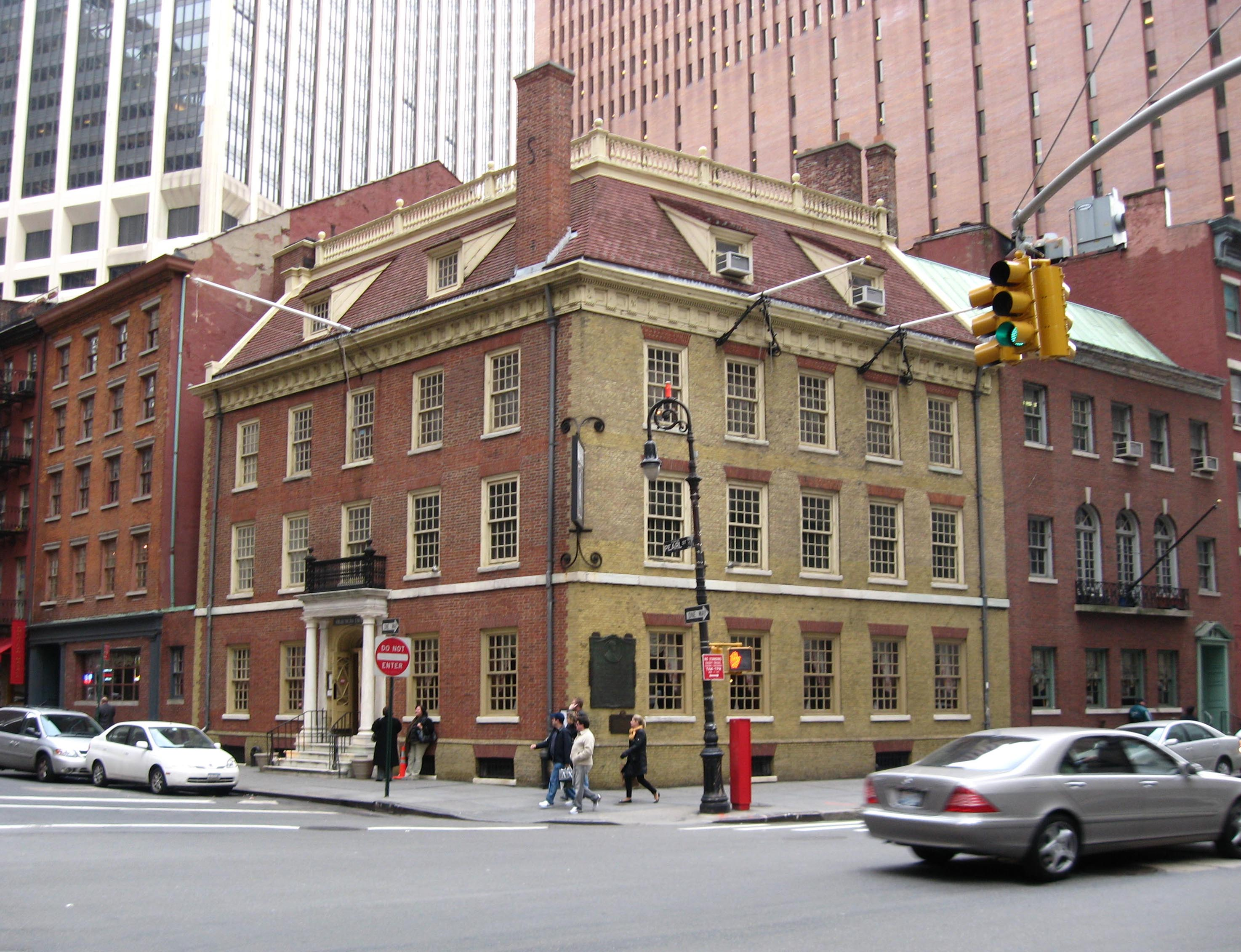
Fraunces Tavern, en el cruce de las calles Pearl (iz.) y Broad (der.)

Pearl Street es una calle que se encuentra en el Distrito Financiero del bajo Manhattan, Nueva York, y que va con rumbo noreste desde Battery Park en el cruce con State Street hasta el puente de Brooklyn, con una interrupción en el cruce con Fulton Street donde la calle continúa una cuadra al sur de su alinamiento anterior a Fulton Street. Pando el puente, la vía gira al oeste y termina en Centre Street en Foley Square. Originariamente Pearl Street marcaba la línea de costa oriental original de la parte inferior de la isla de Manhattan, pero el uso extensivo de relleno a lo largo de varios cientos de años, ha ampliado esta línea entre unos 700 y 900 pies más en el East River.
El nombre de Perl Street (calle de la Perla) es una traducción al inglés de la palabra holandesa Parelstraat (escrito como Paerlstraet alrededor de 1660). Recibió ese nombre debido a que los nativos americanos la utilizaban como vertedero para las conchas de las ostras.
La primera central eléctrica de Thomas Edison, Pearl Street Station, se ubicó aquí. La Línea de la Tercera Avenida IRT también corrió por encima de Pearl Street hasta 1950. La New York Telephone Company construyó un gran edificio administrativo en el nº375 de Pearl Street, en el lado norte de la calle, y al este del puente de Brooklyn, en los años 70.

## Historia
La historia de Pearl Street se remonta a inicios de los años 1660. En un inicio fue un camino de ganado que fue trazado en 1633. Su nombre es una transliteración al inglés de la palabra neerlandesa Parelstraat (escrita como Paerlstraet alrededor de 1660). La calle es visible en el Plano de Castello a lo largo de la orilla oriental de Nueva Amsterdam. Fue nombrado así por la cantidad de ostras que se encontraban en el río. Durante el periodo de dominio británico, Pearl Street fue conocida como Great Queen Street. El adjetivo "Great" fue utilizado para diferenciar a esta calle de Little Queen Street, que en 1784 se convirtió en la actual Cedar Street.
El trayecto irregular de Pearl Street' se debe al hecho de que generalmente seguía la orilla oriental de la parte sur de la isla de Manhattan hasta la segunda mitad del siglo XVIII cuando años de terrenos rellenados y ganados al río extendieron la orilla unos 200 a 300 metros río adentro. Primero hasta la actual Water Street y luego hasta Front Street.
La primera iglesia de la colonia fue construida en el 39 Pearl Street hacia 1633 durante la administración del director Wouter van Twiller justo a las afueras del fuerte. En 1652 una pared defensiva de madera fue construida a lo largo del lado norte del pueblo para protegerse contra posibles ataques de colonos ingleses. Hubo dos puertas en este muro: el "land gate" (puerta de tierra) en Heerestraat y la "water gate" en Pearl Street. A mediados de los años 1650, una taberna de tres pisos cerca de lo que es hoy el 73 Pearl Street se convirtió en el primer ayuntamiento de la ciudad.
El impresor William Bradford vivió en el 81 Pearl Street. En 1693 estableció la primera imprenta en la colonia.
La mansión Walton en el 326 Pearl Street fue una casa de cuatro pisos construida en 1752 y, antes de la revolución, fue conocida como el local de fiestas extravagantes. En 1784, Alexander Hamilton y otros fundaron el Banco de Nueva York que instaló oficinas en la vieja mansión hasta que se mudó, tres años después, a Hanover Square. En un momento, fue una casa de huéspedes y finalmente derruida en 1881.

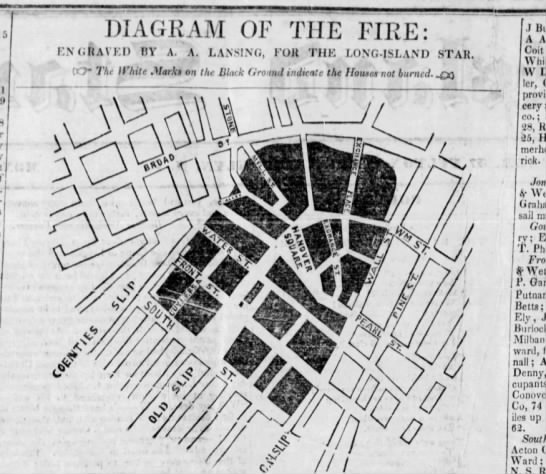
Diagrama del incendio, Long Island Star Brooklyn New York 21 de diciembre de 1835

Herman Melville nació en el 6 Pearl Street en 1819. En 1831 el magnate del jabón William Colgate fue propietario de un domicilio fiscal en el 211 Pearl Street. En el invierno de 1835, una tubería de gas explotó en un almacén en la esquina de Pearl y Merchant Street, causando un incendio que consumió cerca de 600 edificios en 17 manzanas. Ambos lados de Pearl Street se quemaron desde Wall Street hasta Coenties Slip.

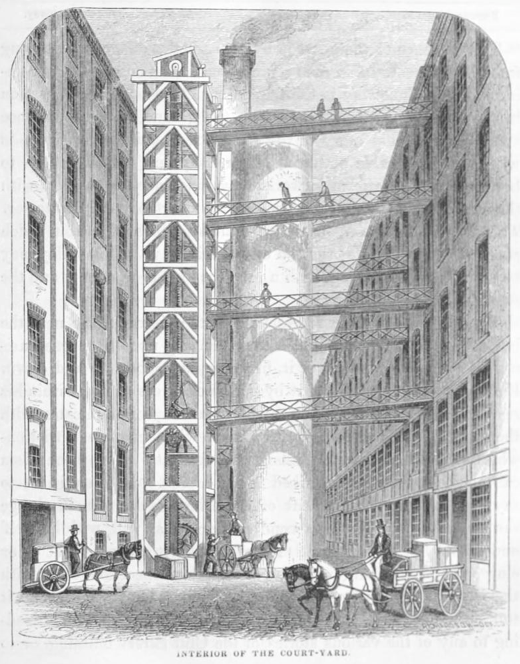
Patio Harper and Brothers, 1855

En 1833, la casa editorial de J. & J. Harper cambió su nombre a Harper & Brothers. La empresa estaba ubicada en el 329–331 Pearl Street, frente a Franklin Square. Ellos empezaron publicando el Harper's New Monthly Magazine en 1850. En diciembre de 1853, un incendio destruyó las instalaciones pero los hermanos construyeron un gran edificio de hierro fundido diseñado por el arquitecto James Bogardus, que estaba conectado a una segunda estructura en Cliff Street por pasadizos de hierro fundido. El edificio fue demolido en 1925 pero fue inmortalizado en una pintura de Richard Haas ubicada en la Sala de Periódicos DeWitt Wallace de la Sede de la Biblioteca Pública de Nueva York.  Al 2018, la compañía, ahora conocida como HarperCollins, tiene su sede principal en el 195 Broadway.
En 1851, una casa de ladrillo de tres pisos fue construida en el estilo de renacimiento italiano en el 1 Hanover Square. El edificio se extiende hacia el sur en los 60–64 Stone Street (también numerado como 95–101 Pearl Street), un conjunto de estructuras de ladrillo de estilo neogriego de cuatro pisos fue terminado en 1836. Sirvió como la primera sede principal de la New York Cotton Exchange desde 1872 hasta 1885. Operó desde 1915 como parte de un club privado llamado "India House", el edificio ha sido declarado como un monumento histórico de la ciudad. y es un Monumento Histórico Nacional.

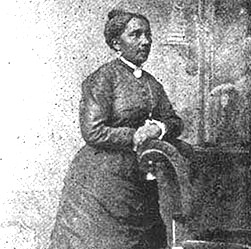
Elizabeth Jennings

En julio de 1854, la profesora de escuela afroamericana Elizabeth Jennings abordó un tranvía en la esquina de las calles Pearl y Chatham y fue expulsada a la fuerza del mismo. Chester A. Arthur, un abogado de 24 años, tuvo éxito en una demanda interpuesta contra la  Compañía de Tramvías de la Tercera Avenida, iniciando así la gradual desegregación de todo el sistema de trántiso de la ciudad de Nueva York en 1865.
Pearl Street Station, la primera central eléctrica de Thomas Edison, y por lo mismo la primera planta en los Estados Unidos, se ubicó en el 255-257 Pearl Street. Empezó con un generador de corriente continua y empezó a generar electricidad el 4 de septiembre de 1882.
La empresa New York Telephone estableció un gran edificio administrativo en el 375 Pearl Street, en el lado norte de la calle al este del puente de Brooklyn a inicios de los años 1970.
Construido en 1991, el Daniel Patrick Moynihan United States Courthouse en el 500 Pearl Street alberga la Corte del Distrito Sur de Nueva York.
En 2014, la obra "The Mystery of Pearl Street" de la guionista y artista de teatro Toni Schlesinger —acerca de la desaparición en 1997 de los artistas Camden Sylvia y Michael Sullivan de su departamento en Pearl Street luego de una disputa con su casero—fue estrenada en el Dixon Place theater.

## Transporte
El tren elevado de la Línea de la Tercera Avenida iba por encima de Pearl Street desde el 26 de agosto de 1878, hasta el 22 de diciembre de 1950. Cuando la estructura elevada fue remvida, miembros del club India House en el 1 Hanover Square propusieron un parque de tema marítimo en Pearl Street y Hanover Square. El parque fue abierto en noviembre de 1951.
Los buses M15 y M15 SBS recorren Pearl Street entre Madison Street y Fulton Street. El bus local M22 y los buses expresos conectores SIM5, SIM15 y SIM35 pasan por pequeños sectores de la calle.